# 佐々木ちえ
佐々木 ちえ（ささき ちえ、1998年5月28日 - ）は、島根県出身の、日本の女子柔道選手。階級は78kg級。身長165cm。組み手は右組み。血液型はB型。得意技は大内刈、一本背負投。兄は81kg級で活躍している佐々木健志。

## 経歴
柔道は4歳の時に浜田こども柔道教室で始めた。小学校6年の時に全国小学生学年別柔道大会45kg超級に出場するも初戦で敗れた。出雲第一中学時代は1年と3年の時に全国中学校柔道大会63kg級の初戦で敗れるも、2年の時には準決勝まで進み大成中学3年の鍋倉那美と対戦するが袖釣込腰で敗れて3位だった。平田高校1年の時にはインターハイで5位になると、全国高校選手権でも準々決勝で大成高校2年の鍋倉に内股で敗れて5位だった。2年の時には全日本カデの準決勝で創志学園高校2年の三浦裕香理に敗れて3位だったが、17歳以下の世界一を決める世界カデ代表に選ばれた。世界カデでは決勝まで進むも、オランダのサンネ・フェルメールに小外刈で敗れて2位だったが、団体戦では優勝を飾っ。全国高校選手権では準決勝で三浦に袖釣込腰で敗れて3位だった。
2017年には東京学芸大学へ入学すると、78kg級まで階級を上げた。2年の時には学生体重別の準決勝で環太平洋大学4年の鈴木伊織を反則勝ちで破るなどして、東京学芸大学からは2013年に52kg級で優勝した角田夏実以来2人目となる優勝を成し遂げた。この際に、2024年のパリオリンピックを狙っているとコメントした。2020年のヨーロッパオープン・ブラチスラヴァではオール一本勝ちしてシニアの国際大会初優勝を飾った。
2021年4月からはとんとん亭柔道クラブの所属となった。体重別では初戦で三井住友海上の梅津志悠に技ありで敗れた。

## 戦績
63kg級での戦績
- 2012年 -　全国中学校柔道大会　3位
- 2014年 -　インターハイ　5位
- 2015年 -　全国高校選手権　5位
- 2015年 -　全日本カデ　3位
- 2015年 -　ドイツカデ国際　優勝
- 2015年 -　世界カデ　個人戦　2位　団体戦　優勝
- 2016年 -　全国高校選手権　3位
- 2019年 -　学生体重別　優勝
- 2020年 -　ヨーロッパオープン・ブラチスラヴァ　優勝

(出典、JudoInside.com)。